# 巡查長
巡査長（日语：／ Jyunsachō */?）是日本警察的階級，位於巡查部長之下，相當於自衛隊士長（上等兵）至二等士（二等兵）間的階級。

## 簡說
巡査長並非正式規定的階級，是根據《巡查長相關規定》（1972年國家公安委員会規則第3号）而產生的職位。階級章方面與巡查不同（星數多於巡查），薪水方面亦高於巡查，但嚴格來說仍然是巡查。
任免命令等的公文表示是用「巡查長○○縣巡查」，還有記名捜查文件的話用「司法巡查」。
巡査長任命的條件為一定時間的工作經驗與傑出的指導能力，選拔適當的巡查後任命為巡查長。巡查長除了要做平常巡查的工作外，還必須指導非巡查長階級的其他巡查。

## 巡查長相關規定
勤務成績優秀、實務經驗豐富的巡查中，符合下列條件者方可選任巡查長。
1. 服務年數達6年（大學畢業者為2年，短大、高專畢業者為4年），擁有領導能力者。
2. 巡查部長昇任考試合格（尚未升等），勤務成績優秀並擁有優秀指導能力者。

## 相等職級
- 中華民國警察基層佐警的一線三星警正警員

## 虛構人物
- 秋本治作品《烏龍派出所》：兩津勘吉
- 藤島康介作品《逮捕令》：東海林將司
- 富士電視台電視劇《外交官 黑田康作》：大垣利香子